# Lintan
Lintan är ett härad i den autonoma prefekturen Gannan för tibetaner i provinsen Gansu i nordvästra Kina.
Lintan är indelat i elva köpingar och fem socknar.
Köpingar (zhen):

- Bajiao (八角镇)
- Chengguan (城关镇)
- Dianzi (店子镇)
- Guzhan (古战镇)
- Liushun (流顺镇)
- Taobin (洮滨镇)
- Wangqi (王旗镇)
- Xincheng (新城镇)
- Yangsha (羊沙镇)
- Yangyong (羊永镇)
- Yeliguan (冶力关镇)

Socknar (xiang):

- Changchuan (长川乡)
- Sancha (三岔乡)
- Shimen (石门乡)
- Shubu (术布乡)
- Zhuoluo (卓洛乡)